# Venouse
Venouse ist eine französische Gemeinde mit 291 Einwohnern (Stand: 1. Januar 2022) im Département Yonne in der Region Bourgogne-Franche-Comté (vor 2016 Bourgogne); sie gehört zum Arrondissement  Auxerre und zum Kanton Chablis (bis 2015 Ligny-le-Châtel).

## Geographie
Venouse liegt etwa 14 Kilometer nordöstlich von Auxerre. Umgeben wird Venouse von den Nachbargemeinden Pontigny im Norden und Osten, Montigny-la-Resle im Süden sowie Rouvray im Westen.

## Bevölkerungsentwicklung
| Jahr                      | 1962 | 1968 | 1975 | 1982 | 1990 | 1999 | 2006 | 2013 |
| Einwohner                 | 194  | 203  | 194  | 236  | 284  | 260  | 283  | 309  |
| Quelle: Cassini und INSEE |      |      |      |      |      |      |      |      |

## Sehenswürdigkeiten
- Kirche Saint-Pierre aus dem 15./16. Jahrhundert

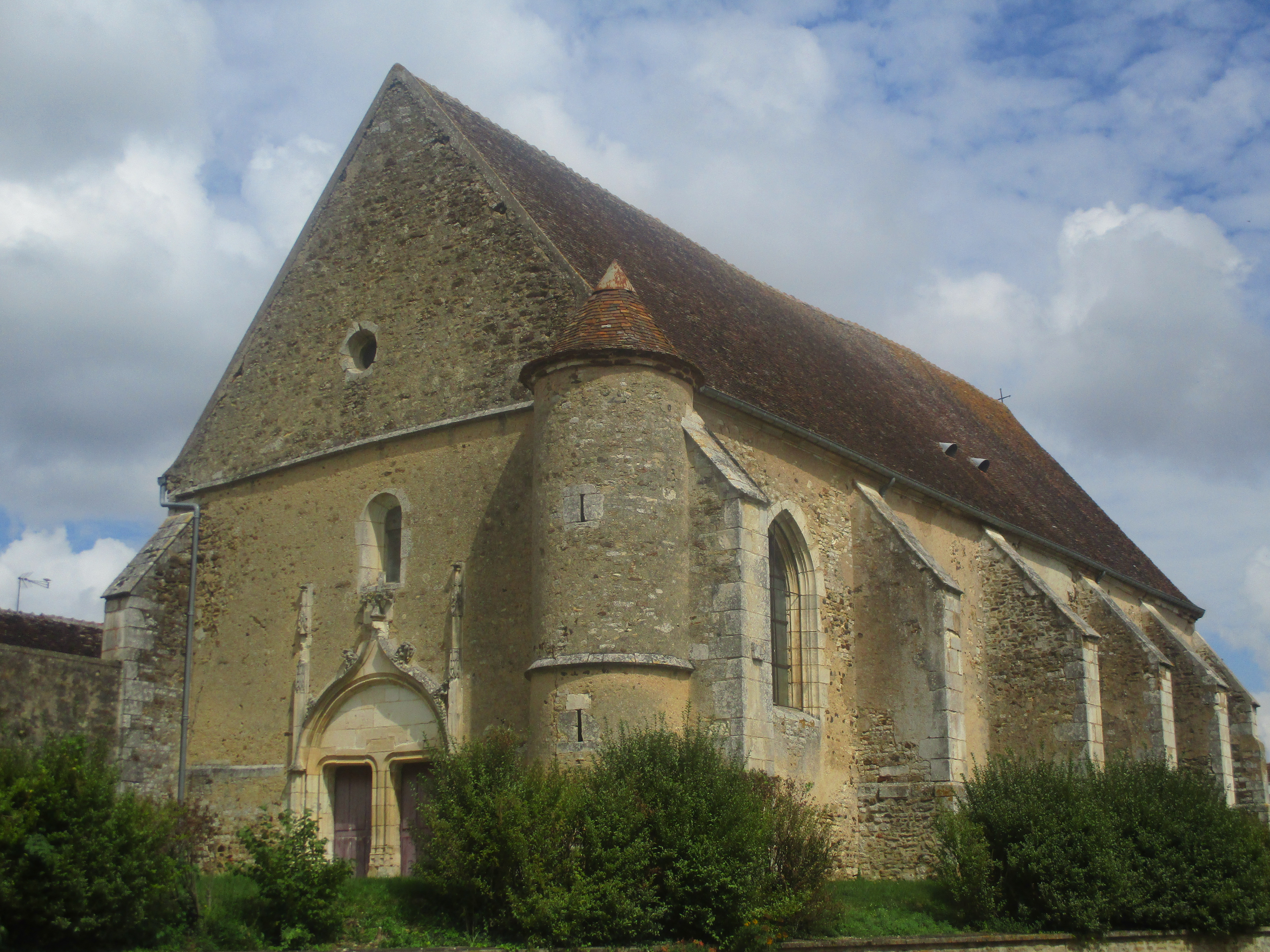
Kirche Saint-Pierre